# حارة ميدان السبعين (صنعاء)

تعديل مصدري - تعديل

حارة ميدان السبعين هي إحدى حارات حي السبعين بمديرية السبعين إحد مديريات العاصمة اليمنية صنعاء، بلغ تعداد سكانها 1947 نسمة حسب تعداد اليمن لعام 2004.